# Landtags- und Gemeinderatswahl in Wien 2020
- SPÖ: 46
- GRÜNE: 16
- NEOS: 8
- ÖVP: 22
- FPÖ: 8

- Landesregierung: 54
- Opposition: 46

Die Landtags- und Gemeinderatswahl in Wien 2020 fand am 11. Oktober 2020 gemeinsam mit der Bezirksvertretungswahl statt.
Die SPÖ unter Bürgermeister Michael Ludwig konnte nach dem Abwärtstrend der letzten Wahlen ihr Ergebnis von 2015 verbessern und wurde mit 41,6 % erneut stärkste Partei. Die Grünen unter Birgit Hebein verbesserten sich ebenfalls und erreichten mit 14,8 % ihr bisher bestes Ergebnis in Wien. Auch die NEOS unter Christoph Wiederkehr konnten geringe Zugewinne verbuchen und erreichten 7,5 %. Die größte Gewinnerin war die ÖVP mit Bundesfinanzminister Gernot Blümel als Spitzenkandidat: Nachdem die Partei 2015 noch ihr schlechtestes Ergebnis aller Zeiten hinnehmen musste, konnte sie ihren Wähleranteil nun mehr als verdoppeln und erhielt 20,4 % der Stimmen. Die einzige Verliererin der Wahl war die FPÖ unter Dominik Nepp, welche mehr als zwei Drittel ihres Wähleranteils verlor und mit 7,1 % ihr schlechtestes Ergebnis seit 1983 erreichte. Das neu angetretene Team HC Strache schaffte den Einzug mit 3,3 % nicht, ebenso die Kleinparteien LINKS mit 2,1 %, die Bierpartei mit 1,8 % und SÖZ mit 1,2 %. Andere Kleinparteien spielten keine Rolle.
1.133.010 Personen waren wahlberechtigt, davon 597.027 Frauen und 535.983 Männer. Die Wahlbeteiligung sank stark auf 65,27 %. Dies war allerdings noch eine höhere Beteiligung als bei der Landtagswahl 2005 mit der bisher niedrigsten Wahlbeteiligung von 60,81 %. Der Anteil an Briefwahlstimmen erreichte im Zuge der Corona-Pandemie mit 28,34 % einen neuen Höchststand.

## Ausgangslage
2020 waren 1.133.010 Personen wahlberechtigt, davon 597.027 Frauen und 535.983 Männer. 30 % der Einwohner Wiens im Wahlalter waren nicht wahlberechtigt. Unter den Wahlberechtigten lag die Wahlbeteiligung bei 65 %. Somit gaben rund 45,5 % der Einwohner im Wahlalter ihre Stimme ab.
Wahl 2015
Bei der Landtags- und Gemeinderatswahl 2015 wurde die SPÖ mit ihrem Spitzenkandidaten Michael Häupl, trotz eines Rückgangs um 4,75 %, mit 39,59 % stimmenstärkste Kraft; auf Platz zwei folgte die FPÖ mit Spitzenkandidat Heinz-Christian Strache – sie kam auf 30,79 %. Die weiteren Parteien, die in den Wiener Landtag bzw. Gemeinderat einzogen, waren: die Grünen – Die Grüne Alternative mit 11,84 % (Spitzenkandidatin: Maria Vassilakou), die ÖVP mit 9,24 % (Manfred Juraczka) und die NEOS mit 6,16 % (Beate Meinl-Reisinger).
Dieses Ergebnis stellte für die ÖVP das schlechteste, für die SPÖ das zweitschlechteste und für die FPÖ das beste Ergebnis bei einer Wiener Landtags- und Gemeinderatswahl seit 1945 dar. Nach der Wahl bildete sich eine Landesregierung aus SPÖ und Grünen unter Bürgermeister Michael Häupl und Vizebürgermeisterin Maria Vassilakou.
Neun Parteien traten wienweit an (mit folgenden Spitzenkandidaten):
- SPÖ: Michael Ludwig[13]
- FPÖ: Dominik Nepp[14]
- Grüne: Birgit Hebein[15]
- ÖVP: Gernot Blümel[16]
- NEOS: Christoph Wiederkehr[17]
- Team HC (THC): Heinz-Christian Strache[18]
- LINKS: Anna Svec[19]
- SÖZ: Martha Bißmann[20]
- BIER: Dominik Wlazny (alias Marco Pogo)[21]

Vier Listen traten nur in einigen Wahlkreisen an:
- Volt Österreich: Wahlkreise Zentrum (Bezirke 1, 4, 5, 6) und Innen-West (Bezirke 7, 8, 9)[12][22]
- Wandel (Die Partei für Fortschritt und Gerechtigkeit): 7. Bezirk (Neubau)[23]
- WIFF (Wir für Floridsdorf): Wahlkreis Floridsdorf
- PRO (PRO23 – Liste Ernst Paleta): Wahlkreis Liesing

## Umfragen
Auf die Frage, welche Partei die Wiener wählen würden, wäre am kommenden Sonntag Landtagswahl, antworteten die Befragten wie folgt:

### Verlauf

Verlauf der Umfragewerte seit der Landtagswahl 2015

### Letzte Sonntagsfragen vor der Wahl
| Institut         | Datum      | SPÖ     | FPÖ     | GRÜNE   | ÖVP    | NEOS   | THC   | Sonst. |
| ---------------- | ---------- | ------- | ------- | ------- | ------ | ------ | ----- | ------ |
| OGM              | 04.10.2020 | 42 %    | 10 %    | 17 %    | 19 %   | 6 %    | 4 %   | 2 %    |
| Research Affairs | 01.10.2020 | 42 %    | 10 %    | 13 %    | 20 %   | 7 %    | 6 %   | 2 %    |
| Market           | 01.10.2020 | 42 %    | 9 %     | 16 %    | 21 %   | 6 %    | 4 %   | 2 %    |
| Unique Research  | 27.09.2020 | 42 %    | 9 %     | 15 %    | 19 %   | 7 %    | 4 %   | 4 %    |
| Demox Research   | 27.09.2020 | 43,5 %  | 11,5 %  | 14 %    | 15,5 % | 7 %    | 5,5 % | 3 %    |
| Wahl 2015        | 11.10.2015 | 39,59 % | 30,79 % | 11,84 % | 9,24 % | 6,16 % | —     | 2,38 % |

### Ältere Umfragen
| \| Institut \| Datum \| SPÖ \| FPÖ \| GRÜNE \| ÖVP \| NEOS \| THC \| Sonst. \| \| --------------------- \| ---------- \| ------- \| ------- \| ------- \| ------ \| ------ \| --- \| ------ \| \| Research Affairs[29] \| 17.09.2020 \| 40 % \| 11 % \| 13 % \| 20 % \| 7 % \| 6 % \| 2 % \| \| OGM[30] \| 12.09.2020 \| 41 % \| 10 % \| 16 % \| 21 % \| 6 % \| 4 % \| 2 % \| \| Research Affairs[31] \| 10.09.2020 \| 41 % \| 11 % \| 14 % \| 20 % \| 7 % \| 5 % \| 2 % \| \| Unique Research[32] \| 05.09.2020 \| 41 % \| 9 % \| 15 % \| 20 % \| 7 % \| 5 % \| 3 % \| \| Research Affairs[33] \| 03.09.2020 \| 40 % \| 12 % \| 13 % \| 21 % \| 7 % \| 5 % \| 2 % \| \| Research Affairs[34] \| 27.08.2020 \| 39 % \| 11 % \| 14 % \| 23 % \| 7 % \| 4 % \| 2 % \| \| OGM[35] \| 23.08.2020 \| 39 % \| 11 % \| 16 % \| 21 % \| 7 % \| 4 % \| 2 % \| \| Research Affairs[36] \| 20.08.2020 \| 39 % \| 11 % \| 14 % \| 22 % \| 8 % \| 3 % \| 3 % \| \| Research Affairs[37] \| 06.08.2020 \| 39 % \| 10 % \| 14 % \| 22 % \| 8 % \| 4 % \| 3 % \| \| OGM[38] \| 19.07.2020 \| 38 % \| 10 % \| 17 % \| 23 % \| 7 % \| 4 % \| 1 % \| \| Research Affairs[39] \| 09.07.2020 \| 38 % \| 9 % \| 15 % \| 23 % \| 8 % \| 5 % \| 2 % \| \| OGM[40] \| 05.07.2020 \| 38 % \| 10 % \| 17 % \| 24 % \| 6 % \| 4 % \| 1 % \| \| Market[41] \| 20.06.2020 \| 38 % \| 9 % \| 16 % \| 25 % \| 7 % \| 4 % \| 1 % \| \| Hajek[42] \| 12.06.2020 \| 38 % \| 8 % \| 17 % \| 23 % \| 6 % \| 6 % \| 2 % \| \| Research Affairs[43] \| 11.06.2020 \| 36 % \| 8 % \| 15 % \| 24 % \| 8 % \| 6 % \| 3 % \| \| Unique Research[44] \| 05.06.2020 \| 38 % \| 8 % \| 15 % \| 25 % \| 7 % \| 5 % \| 2 % \| \| Research Affairs[45] \| 28.05.2020 \| 33 % \| 9 % \| 16 % \| 25 % \| 8 % \| 6 % \| 3 % \| \| Research Affairs[46] \| 23.04.2020 \| 37 % \| 9 % \| 17 % \| 23 % \| 7 % \| 5 % \| 2 % \| \| OGM[47] \| 19.04.2020 \| 37 % \| 8 % \| 17 % \| 24 % \| 7 % \| 5 % \| 2 % \| \| Unique Research[48] \| 06.03.2020 \| 36 % \| 10 % \| 19 % \| 22 % \| 6 % \| 5 % \| 2 % \| \| Research Affairs[49] \| 01.03.2020 \| 34 % \| 11 % \| 17 % \| 20 % \| 9 % \| 7 % \| 2 % \| \| OGM[50] \| 01.03.2020 \| 36 % \| 10 % \| 18 % \| 21 % \| 8 % \| 5 % \| — \| \| Karmasin Research[51] \| 29.01.2020 \| 35 % \| 13 % \| 16 % \| 19 % \| 8 % \| 7 % \| 2 % \| \| Research Affairs[52] \| 09.01.2020 \| 32 % \| 12 % \| 17 % \| 21 % \| 10 % \| 5 % \| 3 % \| \| Wahl 2015 \| 11.10.2015 \| 39,59 % \| 30,79 % \| 11,84 % \| 9,24 % \| 6,16 % \| — \| 2,38 % \| |            |         |         |         |        |        |     |        |
| Institut | Datum      | SPÖ     | FPÖ     | GRÜNE   | ÖVP    | NEOS   | THC | Sonst. |
| Research Affairs | 17.09.2020 | 40 %    | 11 %    | 13 %    | 20 %   | 7 %    | 6 % | 2 %    |
| OGM | 12.09.2020 | 41 %    | 10 %    | 16 %    | 21 %   | 6 %    | 4 % | 2 %    |
| Research Affairs | 10.09.2020 | 41 %    | 11 %    | 14 %    | 20 %   | 7 %    | 5 % | 2 %    |
| Unique Research | 05.09.2020 | 41 %    | 9 %     | 15 %    | 20 %   | 7 %    | 5 % | 3 %    |
| Research Affairs | 03.09.2020 | 40 %    | 12 %    | 13 %    | 21 %   | 7 %    | 5 % | 2 %    |
| Research Affairs | 27.08.2020 | 39 %    | 11 %    | 14 %    | 23 %   | 7 %    | 4 % | 2 %    |
| OGM | 23.08.2020 | 39 %    | 11 %    | 16 %    | 21 %   | 7 %    | 4 % | 2 %    |
| Research Affairs | 20.08.2020 | 39 %    | 11 %    | 14 %    | 22 %   | 8 %    | 3 % | 3 %    |
| Research Affairs | 06.08.2020 | 39 %    | 10 %    | 14 %    | 22 %   | 8 %    | 4 % | 3 %    |
| OGM | 19.07.2020 | 38 %    | 10 %    | 17 %    | 23 %   | 7 %    | 4 % | 1 %    |
| Research Affairs | 09.07.2020 | 38 %    | 9 %     | 15 %    | 23 %   | 8 %    | 5 % | 2 %    |
| OGM | 05.07.2020 | 38 %    | 10 %    | 17 %    | 24 %   | 6 %    | 4 % | 1 %    |
| Market | 20.06.2020 | 38 %    | 9 %     | 16 %    | 25 %   | 7 %    | 4 % | 1 %    |
| Hajek | 12.06.2020 | 38 %    | 8 %     | 17 %    | 23 %   | 6 %    | 6 % | 2 %    |
| Research Affairs | 11.06.2020 | 36 %    | 8 %     | 15 %    | 24 %   | 8 %    | 6 % | 3 %    |
| Unique Research | 05.06.2020 | 38 %    | 8 %     | 15 %    | 25 %   | 7 %    | 5 % | 2 %    |
| Research Affairs | 28.05.2020 | 33 %    | 9 %     | 16 %    | 25 %   | 8 %    | 6 % | 3 %    |
| Research Affairs | 23.04.2020 | 37 %    | 9 %     | 17 %    | 23 %   | 7 %    | 5 % | 2 %    |
| OGM | 19.04.2020 | 37 %    | 8 %     | 17 %    | 24 %   | 7 %    | 5 % | 2 %    |
| Unique Research | 06.03.2020 | 36 %    | 10 %    | 19 %    | 22 %   | 6 %    | 5 % | 2 %    |
| Research Affairs | 01.03.2020 | 34 %    | 11 %    | 17 %    | 20 %   | 9 %    | 7 % | 2 %    |
| OGM | 01.03.2020 | 36 %    | 10 %    | 18 %    | 21 %   | 8 %    | 5 % | —      |
| Karmasin Research | 29.01.2020 | 35 %    | 13 %    | 16 %    | 19 %   | 8 %    | 7 % | 2 %    |
| Research Affairs | 09.01.2020 | 32 %    | 12 %    | 17 %    | 21 %   | 10 %   | 5 % | 3 %    |
| Wahl 2015 | 11.10.2015 | 39,59 % | 30,79 % | 11,84 % | 9,24 % | 6,16 % | —   | 2,38 % |

| \| Institut \| Datum \| SPÖ \| FPÖ \| GRÜNE \| ÖVP \| NEOS \| JETZT \| Sonst. \| \| -------------------- \| ---------- \| ------- \| ------- \| ------- \| ------ \| ------ \| ----- \| ----------------- \| \| OGM[53] \| 20.12.2019 \| 35 % \| 14 % \| 20 % \| 20 % \| 8 % \| — \| 3 % \| \| Research Affairs[54] \| 05.12.2019 \| 33 % \| 17 % \| 17 % \| 20 % \| 10 % \| — \| 3 % \| \| Research Affairs[54] \| 05.12.2019 \| 33 % \| 14 % \| 17 % \| 20 % \| 10 % \| — \| 6 %, davon HC 4 % \| \| Unique Research[55] \| 02.11.2019 \| 36 % \| 16 % \| 18 % \| 20 % \| 8 % \| — \| 2 % \| \| Research Affairs[56] \| 19.07.2019 \| 34 % \| 24 % \| 12 % \| 16 % \| 8 % \| 3 % \| 3 % \| \| Unique Research[57] \| 30.05.2019 \| 37 % \| 21 % \| 14 % \| 17 % \| 8 % \| — \| 3 % \| \| DEMOX[58] \| 31.03.2019 \| 39 % \| 24 % \| 9 % \| 16 % \| 8 % \| 2 % \| 2 % \| \| Research Affairs[59] \| 23.01.2019 \| 36 % \| 26 % \| 8 % \| 16 % \| 10 % \| 2 % \| 2 % \| \| Unique Research[60] \| 16.11.2018 \| 37 % \| 25 % \| 10 % \| 17 % \| 8 % \| — \| 3 % \| \| Research Affairs[61] \| 05.09.2018 \| 35 % \| 28 % \| 6 % \| 18 % \| 8 % \| 2 % \| 3 % \| \| Research Affairs[62] \| 30.05.2018 \| 34 % \| 29 % \| 7 % \| 19 % \| 7 % \| 2 % \| 2 % \| \| OGM[63] \| 27.05.2018 \| 34 % \| 27 % \| 6 % \| 22 % \| 6 % \| 4 % \| 1 % \| \| IFES[64] \| 23.01.2018 \| 39 % \| 22 % \| 6 % \| 19 % \| 8 % \| — \| 6 % \| \| Research Affairs[65] \| 19.01.2018 \| 32 % \| 30 % \| 8 % \| 18 % \| 8 % \| 3 % \| 1 % \| \| Unique-Research[66] \| 16.01.2018 \| 34 % \| 20 % \| 8 % \| 22 % \| 9 % \| 6 % \| 2 % \| \| OGM[67] \| 30.11.2017 \| 32 % \| 29 % \| 6 % \| 20 % \| 8 % \| — \| 5 % \| \| Research Affairs[68] \| 28.04.2017 \| 24 % \| 40 % \| 15 % \| 10 % \| 8 % \| — \| — \| \| Unique Research[68] \| 20.01.2017 \| 31 % \| 37 % \| 11 % \| 10 % \| 8 % \| — \| — \| \| Research Affairs[68] \| 15.01.2017 \| 25 % \| 38 % \| 17 % \| 9 % \| 8 % \| — \| — \| \| Hajek[68] \| 16.10.2016 \| 27 % \| 40 % \| 15 % \| 7 % \| 8 % \| — \| 3 % \| \| Wahl 2015 \| 11.10.2015 \| 39,59 % \| 30,79 % \| 11,84 % \| 9,24 % \| 6,16 % \| — \| 2,38 % \| |            |         |         |         |        |        |       |                   |
| Institut | Datum      | SPÖ     | FPÖ     | GRÜNE   | ÖVP    | NEOS   | JETZT | Sonst.            |
| OGM | 20.12.2019 | 35 %    | 14 %    | 20 %    | 20 %   | 8 %    | —     | 3 %               |
| Research Affairs | 05.12.2019 | 33 %    | 17 %    | 17 %    | 20 %   | 10 %   | —     | 3 %               |
| Research Affairs | 05.12.2019 | 33 %    | 14 %    | 17 %    | 20 %   | 10 %   | —     | 6 %, davon HC 4 % |
| Unique Research | 02.11.2019 | 36 %    | 16 %    | 18 %    | 20 %   | 8 %    | —     | 2 %               |
| Research Affairs | 19.07.2019 | 34 %    | 24 %    | 12 %    | 16 %   | 8 %    | 3 %   | 3 %               |
| Unique Research | 30.05.2019 | 37 %    | 21 %    | 14 %    | 17 %   | 8 %    | —     | 3 %               |
| DEMOX | 31.03.2019 | 39 %    | 24 %    | 9 %     | 16 %   | 8 %    | 2 %   | 2 %               |
| Research Affairs | 23.01.2019 | 36 %    | 26 %    | 8 %     | 16 %   | 10 %   | 2 %   | 2 %               |
| Unique Research | 16.11.2018 | 37 %    | 25 %    | 10 %    | 17 %   | 8 %    | —     | 3 %               |
| Research Affairs | 05.09.2018 | 35 %    | 28 %    | 6 %     | 18 %   | 8 %    | 2 %   | 3 %               |
| Research Affairs | 30.05.2018 | 34 %    | 29 %    | 7 %     | 19 %   | 7 %    | 2 %   | 2 %               |
| OGM | 27.05.2018 | 34 %    | 27 %    | 6 %     | 22 %   | 6 %    | 4 %   | 1 %               |
| IFES | 23.01.2018 | 39 %    | 22 %    | 6 %     | 19 %   | 8 %    | —     | 6 %               |
| Research Affairs | 19.01.2018 | 32 %    | 30 %    | 8 %     | 18 %   | 8 %    | 3 %   | 1 %               |
| Unique-Research | 16.01.2018 | 34 %    | 20 %    | 8 %     | 22 %   | 9 %    | 6 %   | 2 %               |
| OGM | 30.11.2017 | 32 %    | 29 %    | 6 %     | 20 %   | 8 %    | —     | 5 %               |
| Research Affairs | 28.04.2017 | 24 %    | 40 %    | 15 %    | 10 %   | 8 %    | —     | —                 |
| Unique Research | 20.01.2017 | 31 %    | 37 %    | 11 %    | 10 %   | 8 %    | —     | —                 |
| Research Affairs | 15.01.2017 | 25 %    | 38 %    | 17 %    | 9 %    | 8 %    | —     | —                 |
| Hajek | 16.10.2016 | 27 %    | 40 %    | 15 %    | 7 %    | 8 %    | —     | 3 %               |
| Wahl 2015 | 11.10.2015 | 39,59 % | 30,79 % | 11,84 % | 9,24 % | 6,16 % | —     | 2,38 %            |

### Direktwahl Bürgermeister

#### Letzte Umfragen vor der Wahl
| Institut         | Datum      | Michael Ludwig (SPÖ) | Dominik Nepp (FPÖ) | Birgit Hebein (Grüne) | Gernot Blümel (ÖVP) | Christoph Wiederkehr (NEOS) | Heinz-Christian Strache (THC) |
| ---------------- | ---------- | -------------------- | ------------------ | --------------------- | ------------------- | --------------------------- | ----------------------------- |
| Research Affairs | 01.10.2020 | 50 %                 | 7 %                | 10 %                  | 19 %                | 5 %                         | 6 %                           |
| Research Affairs | 17.09.2020 | 47 %                 | 8 %                | 9 %                   | 19 %                | 6 %                         | 6 %                           |
| OGM              | 12.09.2020 | 54 %                 | 9 %                | 12 %                  | 15 %                | 4 %                         | 6 %                           |

#### Ältere Umfragen
| \| Institut \| Datum \| Michael Ludwig (SPÖ) \| Dominik Nepp (FPÖ) \| Birgit Hebein (Grüne) \| Gernot Blümel (ÖVP) \| Christoph Wiederkehr (NEOS) \| Heinz-Christian Strache (THC) \| \| --------------------- \| ---------- \| -------------------- \| ------------------ \| --------------------- \| ------------------- \| --------------------------- \| ----------------------------- \| \| Research Affairs[31] \| 10.09.2020 \| 48 % \| 8 % \| 10 % \| 19 % \| 6 % \| 5 % \| \| Research Affairs[33] \| 03.09.2020 \| 47 % \| 8 % \| 9 % \| 21 % \| 6 % \| 5 % \| \| Research Affairs[34] \| 27.08.2020 \| 47 % \| 8 % \| 8 % \| 22 % \| 6 % \| 5 % \| \| Research Affairs[36] \| 20.08.2020 \| 47 % \| 8 % \| 8 % \| 21 % \| 7 % \| 4 % \| \| Research Affairs[37] \| 06.08.2020 \| 46 % \| 7 % \| 9 % \| 20 % \| 7 % \| 6 % \| \| OGM[38] \| 19.07.2020 \| 48 % \| 9 % \| 11 % \| 22 % \| 4 % \| 5 % \| \| Research Affairs[39] \| 09.07.2020 \| 44 % \| 6 % \| 10 % \| 21 % \| 6 % \| 6 % \| \| OGM[40] \| 05.07.2020 \| 50 % \| 8 % \| 11 % \| 22 % \| 3 % \| 5 % \| \| Market[41] \| 20.06.2020 \| 42 % \| 5 % \| 11 % \| 16 % \| — \| — \| \| Hajek[42] \| 12.06.2020 \| 54 % \| 6 % \| 11 % \| 19 % \| 1 % \| 8 % \| \| Research Affairs[43] \| 11.06.2020 \| 43 % \| 6 % \| 11 % \| 23 % \| 5 % \| 8 % \| \| Unique Research[44] \| 05.06.2020 \| 38 % \| 4 % \| 7 % \| 14 % \| 2 % \| 5 % \| \| Research Affairs[45] \| 28.05.2020 \| 41 % \| 7 % \| 11 % \| 24 % \| 5 % \| 8 % \| \| Research Affairs[46] \| 23.04.2020 \| 43 % \| 6 % \| 12 % \| 23 % \| 5 % \| 7 % \| \| Research Affairs[49] \| 01.03.2020 \| 42 % \| 8 % \| 12 % \| 21 % \| 5 % \| 8 % \| \| Karmasin Research[51] \| 29.01.2020 \| 40,2 % \| 8,1 % \| 11,0 % \| 18,4 % \| 2,2 % \| 10,3 % \| \| Research Affairs[52] \| 09.01.2020 \| 40 % \| 8 % \| 13 % \| 22 % \| — \| 6 % \| |            |                      |                    |                       |                     |                             |                               |
| Institut | Datum      | Michael Ludwig (SPÖ) | Dominik Nepp (FPÖ) | Birgit Hebein (Grüne) | Gernot Blümel (ÖVP) | Christoph Wiederkehr (NEOS) | Heinz-Christian Strache (THC) |
| Research Affairs | 10.09.2020 | 48 %                 | 8 %                | 10 %                  | 19 %                | 6 %                         | 5 %                           |
| Research Affairs | 03.09.2020 | 47 %                 | 8 %                | 9 %                   | 21 %                | 6 %                         | 5 %                           |
| Research Affairs | 27.08.2020 | 47 %                 | 8 %                | 8 %                   | 22 %                | 6 %                         | 5 %                           |
| Research Affairs | 20.08.2020 | 47 %                 | 8 %                | 8 %                   | 21 %                | 7 %                         | 4 %                           |
| Research Affairs | 06.08.2020 | 46 %                 | 7 %                | 9 %                   | 20 %                | 7 %                         | 6 %                           |
| OGM | 19.07.2020 | 48 %                 | 9 %                | 11 %                  | 22 %                | 4 %                         | 5 %                           |
| Research Affairs | 09.07.2020 | 44 %                 | 6 %                | 10 %                  | 21 %                | 6 %                         | 6 %                           |
| OGM | 05.07.2020 | 50 %                 | 8 %                | 11 %                  | 22 %                | 3 %                         | 5 %                           |
| Market | 20.06.2020 | 42 %                 | 5 %                | 11 %                  | 16 %                | —                           | —                             |
| Hajek | 12.06.2020 | 54 %                 | 6 %                | 11 %                  | 19 %                | 1 %                         | 8 %                           |
| Research Affairs | 11.06.2020 | 43 %                 | 6 %                | 11 %                  | 23 %                | 5 %                         | 8 %                           |
| Unique Research | 05.06.2020 | 38 %                 | 4 %                | 7 %                   | 14 %                | 2 %                         | 5 %                           |
| Research Affairs | 28.05.2020 | 41 %                 | 7 %                | 11 %                  | 24 %                | 5 %                         | 8 %                           |
| Research Affairs | 23.04.2020 | 43 %                 | 6 %                | 12 %                  | 23 %                | 5 %                         | 7 %                           |
| Research Affairs | 01.03.2020 | 42 %                 | 8 %                | 12 %                  | 21 %                | 5 %                         | 8 %                           |
| Karmasin Research | 29.01.2020 | 40,2 %               | 8,1 %              | 11,0 %                | 18,4 %              | 2,2 %                       | 10,3 %                        |
| Research Affairs | 09.01.2020 | 40 %                 | 8 %                | 13 %                  | 22 %                | —                           | 6 %                           |

| \| Institut \| Datum \| Michael Ludwig (SPÖ) \| Michael Häupl (SPÖ) \| Dominik Nepp (FPÖ) \| Birgit Hebein (Grüne) \| Gernot Blümel (ÖVP) \| Beate Meinl-Reisinger (NEOS) \| Heinz-Christian Strache (THC) \| Sonstige \| \| -------------------- \| ---------- \| -------------------- \| ------------------- \| ------------------ \| --------------------- \| ------------------- \| ---------------------------- \| ----------------------------- \| ---------------------------------------------------------- \| \| Research Affairs[54] \| 05.12.2019 \| 40 % \| — \| 9 % \| 17 % \| 21 % \| — \| 5 % \| — \| \| Research Affairs[56] \| 19.07.2019 \| 42 % \| — \| — \| 12 % \| 22 % \| — \| 13 % \| — \| \| Research Affairs[59] \| 23.01.2019 \| 39 % \| — \| — \| 7 % \| 14 % \| 15 % \| 22 % \| Pilz (JETZT) 3 % \| \| Research Affairs[62] \| 30.05.2018 \| 39 % \| — \| — \| — \| 16 % \| 11 % \| 24 % \| Pilz (JETZT) 5 % Vassilakou (Grüne) 5 % \| \| OGM[63] \| 27.05.2018 \| 33 % \| — \| — \| — \| 11 % \| 5 % \| — \| Gudenus (FPÖ) 12 % Pilz (JETZT) 7 % Vassilakou (Grüne) 2 % \| \| OGM[67] \| 30.11.2017 \| — \| 29 % \| — \| — \| 10 % \| 3 % \| 22 % \| Vassilakou (Grüne) 1 % \| |            |                      |                     |                    |                       |                     |                              |                               |                                                            |
| Institut | Datum      | Michael Ludwig (SPÖ) | Michael Häupl (SPÖ) | Dominik Nepp (FPÖ) | Birgit Hebein (Grüne) | Gernot Blümel (ÖVP) | Beate Meinl-Reisinger (NEOS) | Heinz-Christian Strache (THC) | Sonstige                                                   |
| Research Affairs | 05.12.2019 | 40 %                 | —                   | 9 %                | 17 %                  | 21 %                | —                            | 5 %                           | —                                                          |
| Research Affairs | 19.07.2019 | 42 %                 | —                   | —                  | 12 %                  | 22 %                | —                            | 13 %                          | —                                                          |
| Research Affairs | 23.01.2019 | 39 %                 | —                   | —                  | 7 %                   | 14 %                | 15 %                         | 22 %                          | Pilz (JETZT) 3 %                                           |
| Research Affairs | 30.05.2018 | 39 %                 | —                   | —                  | —                     | 16 %                | 11 %                         | 24 %                          | Pilz (JETZT) 5 % Vassilakou (Grüne) 5 %                    |
| OGM | 27.05.2018 | 33 %                 | —                   | —                  | —                     | 11 %                | 5 %                          | —                             | Gudenus (FPÖ) 12 % Pilz (JETZT) 7 % Vassilakou (Grüne) 2 % |
| OGM | 30.11.2017 | —                    | 29 %                | —                  | —                     | 10 %                | 3 %                          | 22 %                          | Vassilakou (Grüne) 1 %                                     |

## Ergebnisse

Wahlergebnisse nach Bezirk

Mehrheiten bei der Landtagswahl nach Bezirken

|                                                | Ergebnisse 2020 | Ergebnisse 2020 | Ergebnisse 2020 | Ergebnisse 2015  | Ergebnisse 2015  | Ergebnisse 2015  | Differenzen  | Differenzen  | Differenzen  |
| ---------------------------------------------- | --------------- | --------------- | --------------- | ---------------- | ---------------- | ---------------- | ------------ | ------------ | ------------ |
| Wahlberechtigte                                | 1.133.010       | 1.133.010       | 1.133.010       | 1.143.076        | 1.143.076        | 1.143.076        | −10.066      | −10.066      | −10.066      |
| Wahlbeteiligung                                | 65,27 %         | 65,27 %         | 65,27 %         | 74,75 %          | 74,75 %          | 74,75 %          | −9,48 %-Pkte | −9,48 %-Pkte | −9,48 %-Pkte |
|                                                | Stimmen         | %               | Mand.           | Stimmen          | %                | Mand.            | Stimmen      | %-Pkte       | Mand.        |
| Abgegebene Stimmen                             | 739.485         | 100,00          | 100             | 854.406          | 100,00           | 100              | −114.921     | —            | —            |
| Ungültig                                       | 13.984          | 1,89            | —               | 21.419           | 2,51             | —                | −7.435       | −0,62        | —            |
| Gültig                                         | 725.501         | 98,11           | —               | 832.987          | 97,49            | —                | −107.486     | +0,62        | —            |
| Partei                                         |                 |                 |                 |                  |                  |                  |              |              |              |
| SPÖ – Bürgermeister Dr. Michael Ludwig (SPÖ)   | 301.967         | 41,62           | 46              | 329.773          | 39,59            | 44               | −27.806      | +2,03        | +2           |
| Die neue Volkspartei Wien (ÖVP)                | 148.238         | 20,43           | 22              | 76.959           | 9,24             | 7                | +71.279      | +11,19       | +15          |
| Die Grünen – Grüne Alternative Wien (GRÜNE)    | 107.397         | 14,80           | 16              | 98.626           | 11,84            | 10               | +8.771       | +2,96        | +6           |
| NEOS – Erneuerung für Wien (NEOS)              | 54.173          | 7,47            | 8               | 51.305           | 6,16             | 5                | +2.868       | +1,31        | +3           |
| Freiheitliche Partei Österreichs (FPÖ)         | 51.603          | 7,11            | 8               | 256.451          | 30,79            | 34               | −204.848     | −23,68       | −26          |
| Team HC Strache – Allianz für Österreich (THC) | 23.688          | 3,27            | —               | nicht kandidiert | nicht kandidiert | nicht kandidiert | +23.688      | +3,27        | —            |
| LINKS                                          | 14.919          | 2,06            | —               | 8.937            | 1,07             | —                | +5.982       | +0,99        | —            |
| Die Bierpartei (BIER)                          | 13.095          | 1,80            | —               | nicht kandidiert | nicht kandidiert | nicht kandidiert | +13.095      | +1,80        | —            |
| Soziales Österreich der Zukunft (SÖZ)          | 8.742           | 1,20            | —               | 7.608            | 0,91             | —                | +1.134       | +0,29        | —            |
| Sonstige                                       | 1.679           | 0,23            | —               | 3.328            | 0,40             | —                | −1.649       | −0,17        | —            |
| Gesamt                                         | 725.501         | 100,00          | 100             | 832.987          | 100,00           | 100              | −107.486     | —            | —            |

1. ↑  2015 als Gemeinsam für Wien (GFW) kandidiert

## Regierungsbildung
Am 24. November 2020 wurde vom Gemeinderat/Landtag eine Koalitionsregierung aus SPÖ und den Neos gewählt.